# Сага Акаса-Пушпа
Сага Акаса-Пушпа — це серія науково-фантастичних книг, події яких відбувається в кулястому скупченні за межами Чумацького Шляху під назвою Акаса-Пуспа. Створення всесвіту в романах «Світи безодні і Діти вічності», результат співпраці авторів Хуана Мігеля Агілери та Хав’єра Редаля, представляє космічну подорож, який досі не публікувався в Іспанії: амбітна дорстка науково-фантастична космічна опера, яка гармонізує технологічний епос із складними політичними та релігійними сюжетами. Серія складається з таких книг:
- «Світи в безодні» (Ultramar, 1988), Хав'єр Редал і Хуан Мігель Агілера;
- «Діти вічності» (Ultramar, 1990), Хав'єр Редал і Хуан Мігель Агілера;
- «Притулок» (Ediciones B - Nova, 1994), Хав'єр Редал і Хуан Мігель Агілера;
- «У незбагненній порожнечі» (La Calle de la Costa - La Espada y el Reloj, 1994), Хав'єр Редал і Хуан Мігель Агілера;
- «Світи та демони» (Bibliópolis, 2005), Хуан Мігель Агілера.

Окрім цього, різноманітні оповідання також зібрані в антології:
- Акаса-Пуспа, Агілера та Редал (2012), Альфонсо Матео-Сагаста, Даніель Перес Наварро, Домінго Сантос, Фелісідад Мартінес, Хав’єр Редаль, Хосе Антоніо Котріна, Хосе Карлос Сомоса, Хосе Мануель Урія, Хосе Мігель Вілар Бу, Хуан Мігель Агілера, Рафаель Марін, Родольфо Мартінес, Серхіо Марс, Йосс;
- Перед Акаса-Пушпа (2015), Ана Лозано Канто, Ана Муньос Велес, Круз Габальдон, Олена Денія, Єва Г. Герреро, Хосе Мануель Уріа, Хуан Мігель Агілера, Марія Тордера, Марія Сарагоса, Маріса Алемані, Міріам Іріарте, Ноемі Сабугал , Рауль Алехандро Лопес Невадо, Серхіо Марс, Віктор Конде.

«Притулок» отримав премію «Ігнотус» за найкращий роман, а «У незбагненній порожнечі» премію «Ігнотус» за найкраще оповідання, обидва в 1995 році. У 2010 році була винятково присуджена премія «РетроІгнотус», яку отримав роман «Діти вічності». Серія була опублікована у Франції під назвою «Les enfants de l'eternité» у видавництві «Imaginaires Sans Frontières» і є однією з небагатьох іспанських науково-фантастичних творів, які мали успіх в інших країнах.

## Світ Акаса-Пушпи
В Акаса-Пушпі близька відстань до зірок (іноді менше ніж світловий місяць) робить можливими міжзоряні подорожі навіть для найменш технологічно розвинених цивілізацій, чи то на швидкісних термоядерних кораблях Імперії, чи то на повільніших, але настільки ж ефективних сонячних вітрильниках, як в Уцарпіні або Братство. Окрім того, існує геніальний метод постачання та транспортування — система ланцюгів, яка завдяки безпілотним кораблям — рікшоуз — об’єднує навіть найвіддаленіші світи кластера. Окрім цього, у населених планет є ще одна особливість: на кожній з них є Вавилон, космічний ліфт, який виявляється єдиним засобом для стрибка між зірками. Також зазначається, що Чумацький Шлях страждає від нестримного прогресу самовідтворювальних машин.
В Акаса-Пушпі декілька інопланетних рас співіснують з людьми, наприклад, надзвичайно агресивні гнівники, загадкові бджолярі або кофради, дивні істоти-гнізда. Окрім цього, джаггернаути, величезні істоти, які знаходяться на півдорозі між рослинами і тваринами, блукають Акаса-Пушпою, де спокійно харчуються міжзоряними кометами.
Близькість між багатьма населеними світами, окрім сприяння торгівлі та обміну, також дозволяє розвивати всю типову людську діяльність: війни, колонізацію та дипломатичні конфлікти. Імперія, Утсарпіні та Братство — троє з вище вказаних груп перебувають у постійному конфлікті. Усе це породжує епізоди своєрідного епосу й численні пригоди, а також сміливі здогади про віддалене майбутнє людини в космосі.